# Yannis La Macchia
Yannis La Macchia (né le 12 août 1985 à Genève), qui signe de son patronyme seul Macchia, est un éditeur et auteur de bande dessinée.
Il est cofondateur du collectif hécatombe (édition et activisme artistique) avec Abstien, Odo et Néoine. En 2005, il gagne le prix Rodolphe Töpffer pour son livre The beauty and new fashion hall.

## Biographie
Yannis La Macchia se plaît à remettre en question les conventions du 9e art, en innovant dans les formes narratives et en montrant un intérêt précoce pour les opportunités offertes par le domaine numérique.
Il est un éditeur et cofondateur pour les Éditions Hécatombe, un collectif genevois, ainsi que Monstre et de la Swiss Comics Artists Association (SCAA).
En 2018, Yannis La Macchia crée la collection RVB, une série de bandes dessinées numériques. Cette collection vise à offrir une expérience de lecture interactive authentique, où les éléments sont cliquables et navigables, tout en préservant l'essence de la bande dessinée sans basculer dans le domaine du jeu vidéo.
Il enseigne aussi  à l’École supérieure de bande dessinée et d’illustration à Genève.

## Prix
- 2005 : Prix Töppfer à Genève, pour sa bande dessinée "The Beauty & New fashion Hall"[1].
- 2013 : Prix Fauve au Festival international de la bande dessinée d’Angoulême pour le numéro C de la revue Un fanzine carré[1].
- 2018 : Prix du récit dessiné de la Scam (Société pour civile des auteurs multimedia) "Des bâtisseurs"[2].
- 2023 : Prix Töppfer Genève[5], pour sa bande dessinée "Naturellement" (Atrabile).

## Publications
- Eeeh ouais bonhomme, 2004
- Roman d'Gare, 2005
- The Beauty & New Fashion Hall : Un aller-retour au Quelqueparistan, 2006, Prix Rodolphe-Töpffer 2005 de la ville de Genève[6]
- No Futur is not Dead, 2008
- Ils, 2015
- Des Bâtisseurs, Atrabile, avril 2017.  (ISBN 2889230554)
- Naturellement, Atrabile, avril 2023 (Version numérique chez RVB)

## Expositions
- Le salon à quoi faire, avec hécatombe,2005
- La chose sexuelle, avec hécatombe,2007
- Le massacre de 100 bœufs, avec hécatombe,2010